# Иерофей (Калоеропулос)
Митрополи́т Иерофе́й (греч. Μητροπολίτης Ιερόθεος Γ΄, в миру Эммануи́л Калоеро́пулос греч. Εμμανουήλ Καλογερόπουλος; род. 1962, Спеце, Аттика) — епископ Элладской православной церкви, митрополит Лемносский и Свято-Евстратиевский (с 2019).

## Биография
Родился в 1962 году на острове Спеце, в Греции.
Окончил высшую церковную школу в Афинах (Ανωτάτη Εκκλησιαστική Ακαδημία Αθηνών) и богословский институт Афинского университета.
В 1983 году был рукоположен в сан диакона, а в 1990 году — в сан пресвитера и возведён в достоинство архимандрита.
С 2010 года служил протосинкеллом в митрополии Аттики и Месогии, а также был секретарём Священного синода.
11 октября 2019 года Священным синодом иерархии Элладской православной церкви был избран (61 голос из 79 выборщиков) для рукоположения в сан епископа и назначения управляющим Лемносской митрополией (архимандрит Платон (Крикрис) получил 13 голосов, архимандрит Димитрий (Дзьяфас) — 0 голов; 5 бюллетеней были пустыми).
14 октября 2019 года в Благовещенском кафедральном соборе в Афинах был хиротонисан в сан епископа. Хиротонию совершили: архиепископ Афинский Иероним (Лиапис), митрополит Додонский Хризостом (Синетос), митрополит Анейский Макарий (Павлидис) (Константинопольский патриархат), митрополит Дидимотихский Дамаскин (Карпафакис), митрополит Нигерийский Александр (Яннирис) (Александрийский патриархат), митрополит Лаодикийский Феодорит (Полизогопулос) (Константинопольский патриархат), митрополит Идрский Ефрем (Стенакис), митрополит Сироский Дорофей (Поликандриотис), митрополит Сидерокастрский Макарий (Филофеу), митрополит Халкидский Хризостом (Триандафиллу), митрополит Велестинонский Дамаскин (Казанакис), митрополит Александрупольский Анфим (Кукуридис), митрополит Коринфский Дионисий (Мандалос), митрополит Мессинийский Хризостом (Савватос), митрополит Илийский Афинагор (Дикеакос), митрополит Закинфский Дионисий (Сифнеос), митрополит Кифисийский Кирилл (Мисьякулис), митрополит Неоионийский Гавриил (Папаниколау), митрополит Глифадский Антоний (Аврамиотис), митрополит Иерисский Феоклит (Афанасопулос), митрополит Маронийский Пантелеимон (Мутафис), митрополит Фессалиотидский Тимофей (Антис), митрополит Стагонский Феоклит (Ламбринакос), митрополит Маниский Хризостом (Папатанасиу), митрополит Фтиотидский Симеон (Волиотис), митрополит Сисанийский Афанасий (Яннусас), митрополит Калавритский Иероним (Кармас), епископ Андрусийский Константий (Панайотакопулос) и епископ Тегейский Феоклит (Дулиас).
Кроме родного греческого, говорит на английском языке.